# Étienne Schmit
Pour les articles homonymes, voir Schmit.
Étienne Schmit, né le 22 octobre 1886 à Rambrouch (Luxembourg) et mort le 19 décembre 1937 à Luxembourg (Luxembourg), est un avocat et homme politique luxembourgeois, membre du Parti radical-libéral (RLP).

## Biographie
Etienne Schmit commence sa carrière professionnelle en s'inscrivant comme avocat au barreau de Luxembourg. Ensuite, il devient juge de paix avant de devenir président du Tribunal de commerce.
Du 19 mars 1925 au 15 juillet 1926, il est nommé directeur général des Finances et de l'Instruction publique au sein du gouvernement dirigé par Pierre Prüm. Il est contraint de démissionner en raison de l'absence de majorité au Parlement, toutefois, il fait à nouveau partie du gouvernement à partir du 11 avril 1932 en qualité de directeur général des Travaux publics, du Commerce et de l'Industrie. Il remplace alors Albert Clemang dans le gouvernement de Joseph Bech. Au cours de son mandat, l'arrêté grand-ducal du 24 mars 1936 remplace le titre de « directeur général » par celui de « ministre ». Le 24 décembre de la même année, on lui retire les portefeuilles du Commerce et de l'Industrie et on lui ajoute celui de la Justice. En raison des résultats aux élections législatives et au référendum concernant la « loi muselière » de 1937, Joseph Bech démissionne face à ce camouflet bien qu'une majorité au Parlement avec les socialistes soit possible. Étienne Schmit est néanmoins reconduit dans le gouvernement suivant de Pierre Dupong. Il récupère le ministère de l'Intérieur pendant une courte durée, seulement un mois après sa nomination, il meurt. En ce qui concerne la politique locale, il est également membre du conseil communal de la ville de Luxembourg de 1929 à 1931.
Etienne Schmit est le père d'Yvonne Schmit (1910-2003), l'épouse du sculpteur luxembourgeois Lucien Wercollier. Il est enterré dans le cimetière Notre-Dame dans le quartier du Limpertsberg à Luxembourg.

## Décorations
- Commandeur de l'ordre de la Couronne de chêne[7] (Luxembourg, 1935)
- Grand officier de l'ordre d'Adolphe de Nassau[7] (Luxembourg)
- Grand-croix de l'ordre de la Couronne[7] (Belgique)
- Grand officier de l'ordre du Christ du Portugal[7] (Portugal)
- Commandeur de la Légion d'honneur[7] (France)
- Officier d'académie[7]

## Hommage

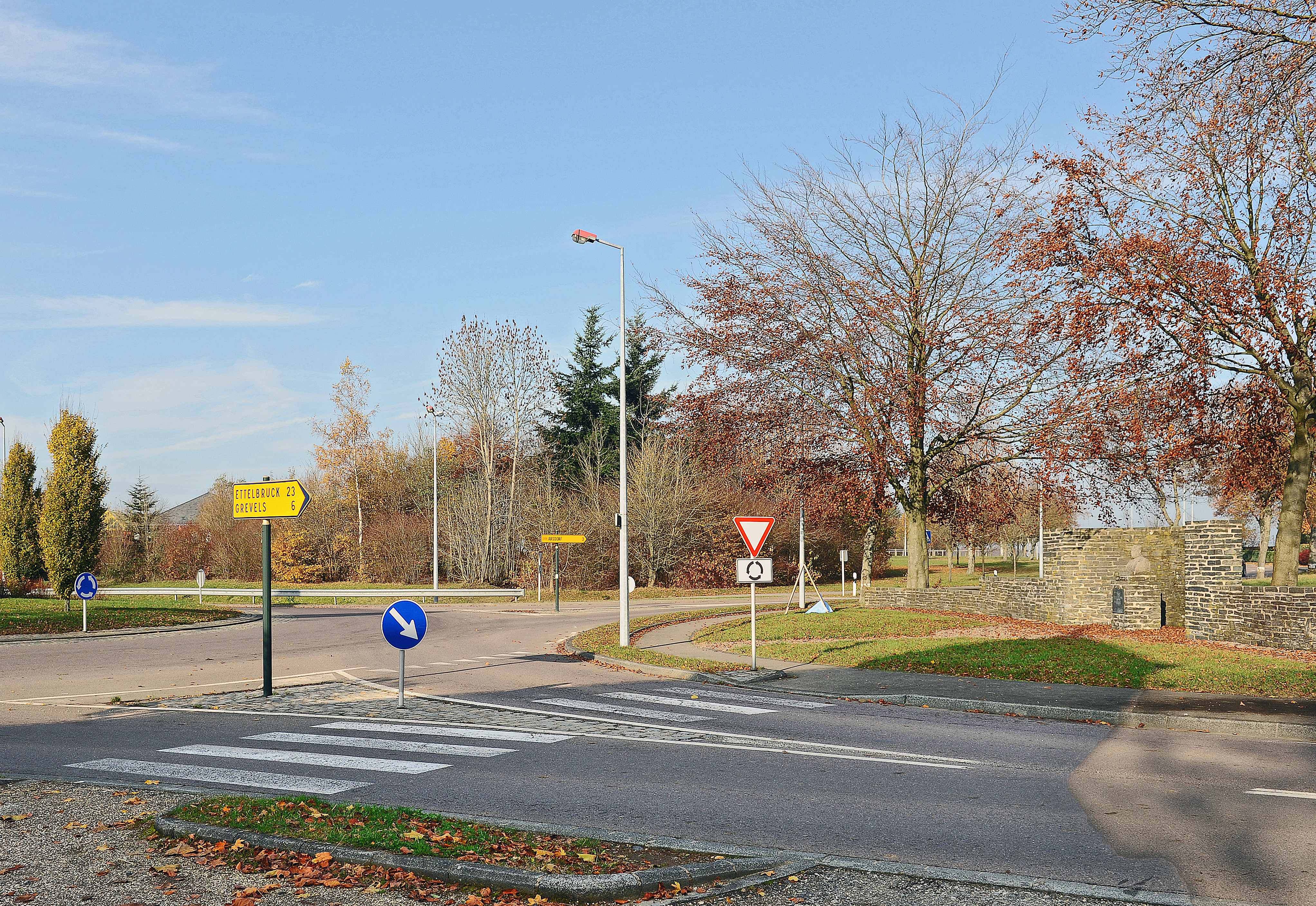
Le rond-point à Koetschette et le monument en l'honneur d'Étienne Schmit sur la droite.

En son honneur, un rond-point intitulé « place Étienne Schmit » porte son nom dans le village de Koetschette, une section de la commune de Rambrouch. Un monument comprenant un buste d'Étienne Schmit se dresse à l'est de la place.  